# Ultimate General: Civil War
Ultimate General: Civil War est un jeu vidéo de stratégie en temps réel développé et édité par Game-Labs, sorti en 2017 sur Windows, Mac, Linux. Il est centré sur la guerre de Sécession.

## Système de jeu
Ultimate General: Civil War est un jeu de stratégie en temps réel. Le jeu se déroule sur une carte 2D, dessinée à la main. Le joueur contrôle en temps réel des bataillons d'unités (Unionistes ou Confédérés) en traçant des flèches sur le champ de bataille pour les déplacer. Le but est d'aligner ses unités (infanterie, artillerie, etc) en face de celles adverses afin d'engager un combat. Le joueur doit gérer le moral, des munitions, la couverture du terrain et la fatigue. Le jeu comporte une campagne solo. Chaque bataille rapporte des points politiques et de l'argent, lesquelles sont à dépenser pour amélioration de l'armée du joueur (recrutement de soldats, modernisation de l'équipement, création de nouvelles divisions, etc).